# 棕草鹛
棕草鹛（学名：Pterorhinus koslowi），是画眉科草鹛属的一种，为中国大陆的特有种。该物种的保护状况被评为近危。
棕草鹛的栖息地为亚热带或热带的高海拔疏灌丛。该物种的模式产地在西藏昌都地区杂曲河。

## 亚种
- 棕草鹛指名亚种（学名：Pterorhinus koslowi koslowi），是中国的特有物种。分布于西藏、青海等地。该物种的模式产地在西藏昌都地区杂曲河。[3]
- 棕草鹛玉曲亚种（学名：Pterorhinus koslowi yuquensis），是中国的特有物种。分布于西藏等地。该物种的模式产地在西藏左贡。[4]